# غاشیه
سوره غاشیه در مکه نازل شده و دارای ۲۶ آیه است. کلمه غاشیه به معنی فرا گیرنده است.

## نام
غاشیه یکی از نامهای روز قیامت است که در آیه اول بیان شده‌است.

## نزول
بعد از سوره ذاریات در مکه نازل شده‌است.

## محتوای سوره
این سوره در سه موضوع بحث می‌کند:
- معاد، بخصوص کیفرهای دردناک مجرمان و پاداشهای شوق انگیز مؤمنان.
- توحید، که با اشاره به آفرینش آسمان و خلقت کوه‌ها و زمین و توجه انسان‌ها به این سه موضوع اسرارآمیز بیان شده.
- نبوت، و گوشه‌ای از وظائف پیامبر اسلام است.

## فضیلت سوره
- در حدیثی از محمد می‌خوانیم:

هرکس آن را تلاوت کند خداوند حساب او را در قیامت آسان می‌کند.
- و در حدیثی از جعفر صادق می‌خوانیم:

کسی که مداومت بر قرائت این سوره در نمازهای فریضه یا نافله کند خداوند او را تحت پوشش رحمت خود در دنیا و آخرت قرار می‌دهد، و در قیامت او را از عذاب آتش امان می‌بخشد.